# 金寛泰
金 寛泰（きん がんて/Gwante Kim、1992年6月5日 - ）は、ジャパンラグビーリーグワン東芝ブレイブルーパス東京に2023-24シーズンまで所属していたラグビーユニオン選手。

## プロフィール
- 大阪府出身。
- ポジションはプロップ (PR)。
- 身長: 175 cm、体重: 106 kg
- ニックネームはがんちゃん、カピバラ。
- U20日本代表に選ばれたことがある[1]。

## 来歴
ラグビーは13歳から始めた。
2011年、大阪朝鮮高校卒業後、関西学院大学に入学する。なお大阪朝鮮高校時代、主将を務め、高校日本代表候補に選ばれたことがある。
2014年、関西学院大学ラグビー部の副将に就任した。
2015年関西学院大学卒業後、東芝ブレイブルーパス (現・東芝ブレイブルーパス東京)に加入。
2017年8月19日に行われたジャパンラグビートップリーグ第1節のNECグリーンロケッツ戦にて途中出場で公式戦初出場を果たす。
2024年5月、東芝ブレイブルーパス東京を退団した。